# بيبيسارا أساوبايفا
بيبيسارا أساوبايفا (مواليد 26 فبراير 2004) هي لاعبة شطرنج كازخية.

## روابط خارجية
- بيبيسارا أساوبايفا على موقع الاتحاد الدولي للشطرنج (الإنجليزية)
- بيبيسارا أساوبايفا على موقع مباريات الشطرنج (الإنجليزية)
- بيبيسارا أساوبايفا على موقع 365Chess.com (الإنجليزية)
- بيبيسارا أساوبايفا على موقع Chesstempo.com (الإنجليزية)